# وست نانتی‌کوک (پنسیلوانیا)
وست نانتی‌کوک (به انگلیسی: West Nanticoke) یک منطقهٔ مسکونی در ایالات متحده آمریکا است که در شهرستان لوزرن، پنسیلوانیا واقع شده‌است. وست نانتی‌کوک ۱٫۸ کیلومتر مربع مساحت و ۷۴۹ نفر جمعیت دارد.